# Алі та Ніно (фільм)
«Алі та Ніно» (англ. Ali and Nino) — британський мелодраматичний фільм, знятий Асіфом Кападіа за однойменним романом азербайджанського письменника Курбана Саїда. Світова прем'єра стрічки відбулась 27 січня 2016 року на міжнародному кінофестивалі «Санденс», а в Україні — 22 липня 2016 року на Одеському міжнародному кінофестивалі. Фільм розповідає історію кохання між азербайджанцем-мусульманином та грузинкою-християнкою в кінці 1910-х років.

## У ролях
- Адам Бакрі — Алі Хан Шірваншір
- Марія Вальверде — Ніно Кіпіані
- Менді Патінкін — герцог Кіпіані
- Конні Нільсен — герцогиня Кіпіані